# Reactor Maria

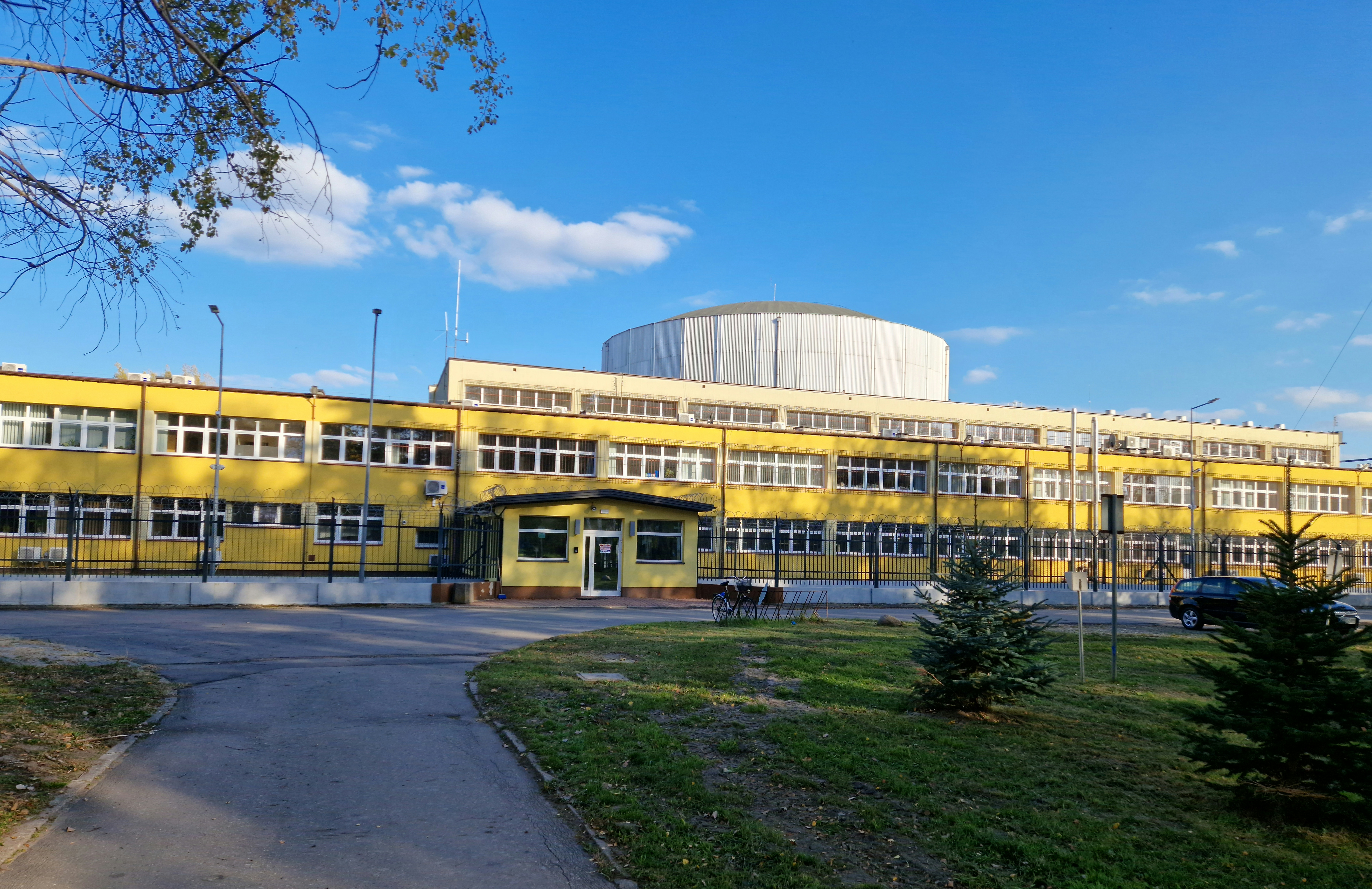
Reaktor MARIA 2022

El reactor Maria  es el segundo reactor de investigación nuclear de Polonia y es el único que todavía está en uso. Está ubicado en Narodowe Centrum Badań Jądrowych (NCBJ) (Centro Nacional de Investigación Nuclear) en Świerk-Otwock, cerca de Varsovia y recibe su nombre en honor a Maria Skłodowska-Curie. Es el único reactor de diseño polaco.
Maria es una herramienta de investigación multifuncional, con una notable aplicación en la producción de radioisótopos, investigación con utilización de haces de neutrones, terapia de neutrones y análisis de activación de neutrones. Opera unas 4000 horas anuales, normalmente en bloques de 100 horas.

## Historia
La construcción comenzó el 16 de junio de 1970 y el reactor se activó el 18 de diciembre de 1974. Con el cierre del reactor Ewa en 1995, se convirtió en el único reactor nuclear de investigación de Polonia.
En 2015, se volvió a otorgar la licencia a María por 10 años adicionales de operación, hasta 2025.
Producción de radioisótopos médicos
En febrero de 2010, se anunció que María comenzará a producir isótopos médicos en cooperación con Covidien, para ayudar a aliviar la escasez de isótopos.

## Referencias

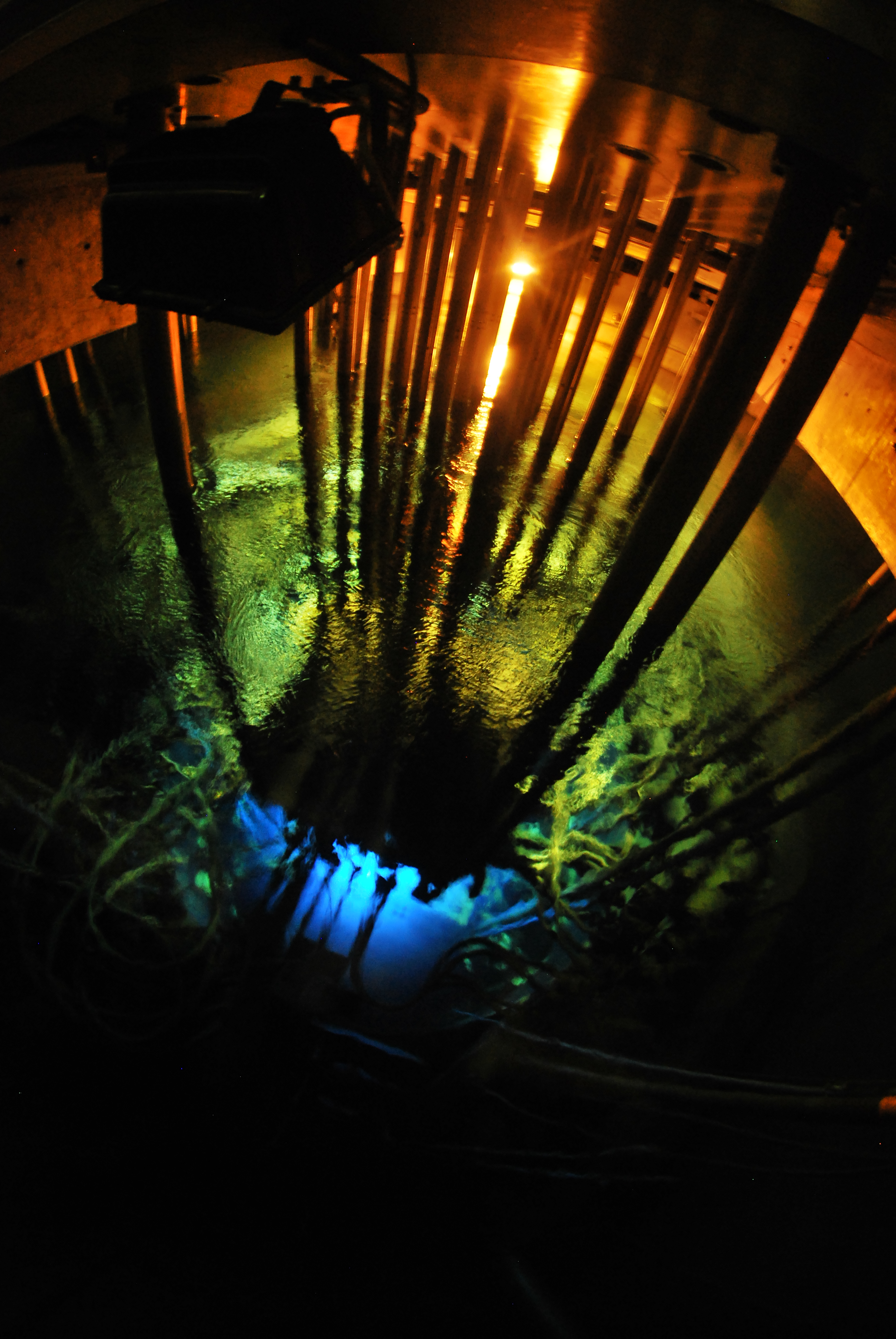
Reaktor11